# 奧克伍德希爾斯 (伊利諾伊州)
奧克伍德希爾斯（英語：Oakwood Hills）是位於美國伊利諾伊州麥克亨利縣的一個村落。

## 地理
奧克伍德希爾斯的座標為42°14′52″N 88°14′43″W / 42.24778°N 88.24528°W，而該地最高點為海拔高度253米（即830英尺）。

## 人口
根據2010年美國人口普查的數據，奧克伍德希爾斯的面積為3.26平方千米，當中陸地面積為3.05平方千米，而水域面積為0.21平方千米。當地共有人口2083人，而人口密度為每平方千米638人。